# Imko Wisełka
Imko Wisełka – postać legendarna, założyciel miasta Wisły.
Imko Wisełka miał być rycerzem dworu księcia cieszyńskiego Mieczysława. Popadłszy w konflikt z rycerzem Otto, został wygnany z dworu i zmuszony do osiedlenia się w leśnych ostępach. Jako pierwszy mieszkaniec tych terenów, miał dać początek osadzie. Według innej wersji legendy, rycerz zakochał się nieszczęśliwie w cieszyńskiej księżnej i musiał ukrywać się przed gniewem jej męża w ostępach pod Baranią Górą.
Nieco inaczej losy Imka Wisełki opowiada Józef Ondrusz. Imko Wisełka miał być synem węglarza, którego po śmierci rodziców znaleźli w lesie pachołkowie cieszyńskiego księcia i zabrali na zamek. Tam Imko Wisełka miał dorastać i stać się ulubieńcem władcy. Ściągnął tym na siebie gniew książęcego syna, który po śmierci ojca oskarżył go o spisek, nakazał wypalić mu na czole piętno wygnańca i wypędził z miasta w beskidzkie lasy. Jeden z wypędzających Imkę, zdjęty litością, pozostawił mu zawiniątko z nożem myśliwskim, siekierą bez rękojeści i garścią obroku. 

Dzięki pozostawiony przedmiotom Imko był w stanie wybudować chałupę oraz wyhodować zagon owsa. Pewnego dnia w potoku znalazł lnianą chustę, którą prąd zniósł z górnego biegu strumienia. Wyruszywszy w tamtym kierunku, napotkał szałas, w którym mieszkała młoda dziewczyna o imieniu Hanka z dziadkiem. Młodzi pokochali się i przenieśli do wybudowanej przez Imka chaty. Wkrótce w okolicy zaczęli osiedlać się kolejni ludzie, dając początek dzisiejszej Wiśle.

## Nawiązania
Postać Imka Wisełki pojawia się w literaturze. Sięgnęli po nią: Bogumił Hoff (powieść pt. Imko Wisełka) oraz Zofia Kossak (opowiadanie pt. Imko Wisełka ze zbioru pt. Wielcy i mali). Jego imię przyjęło również Stowarzyszenie Przyjaciół Miasta Wisły "Imko Wisełka", powstałe na przełomie lat 2007 i 2008, zajmujące się m.in. promocją Wisły oraz popularyzacją wiedzy o mieście i regionie.